# Pont Vieux de Trèves
Le pont Vieux de Trèves, ou le vieux pont de Trèves, est un pont français situé à Trèves dans le département du Gard, en région Occitanie.
Il fait l'objet d'une protection au titre des monuments historiques.

## Localisation
Le pont Vieux de Trèves franchit le Trèvezel à Trèves, commune située à l'extrême ouest du département du Gard.

## Histoire et architecture
Ce pont a été édifié au XVIe ou XVIIe siècle, à l'emplacement d'un ancien gué. L'entrée au village de Trèves par ce pont faisait l'objet d'une redevance d'octroi.
Formé de trois arches en plein cintre, il est renforcé de becs pointus, aussi bien à l'amont qu'à l'aval.
Son parapet arborait une croix du XVIIe siècle, qui semble avoir disparu.
Il est inscrit au titre des monuments historiques depuis le 12 janvier 1931.

## Photothèque

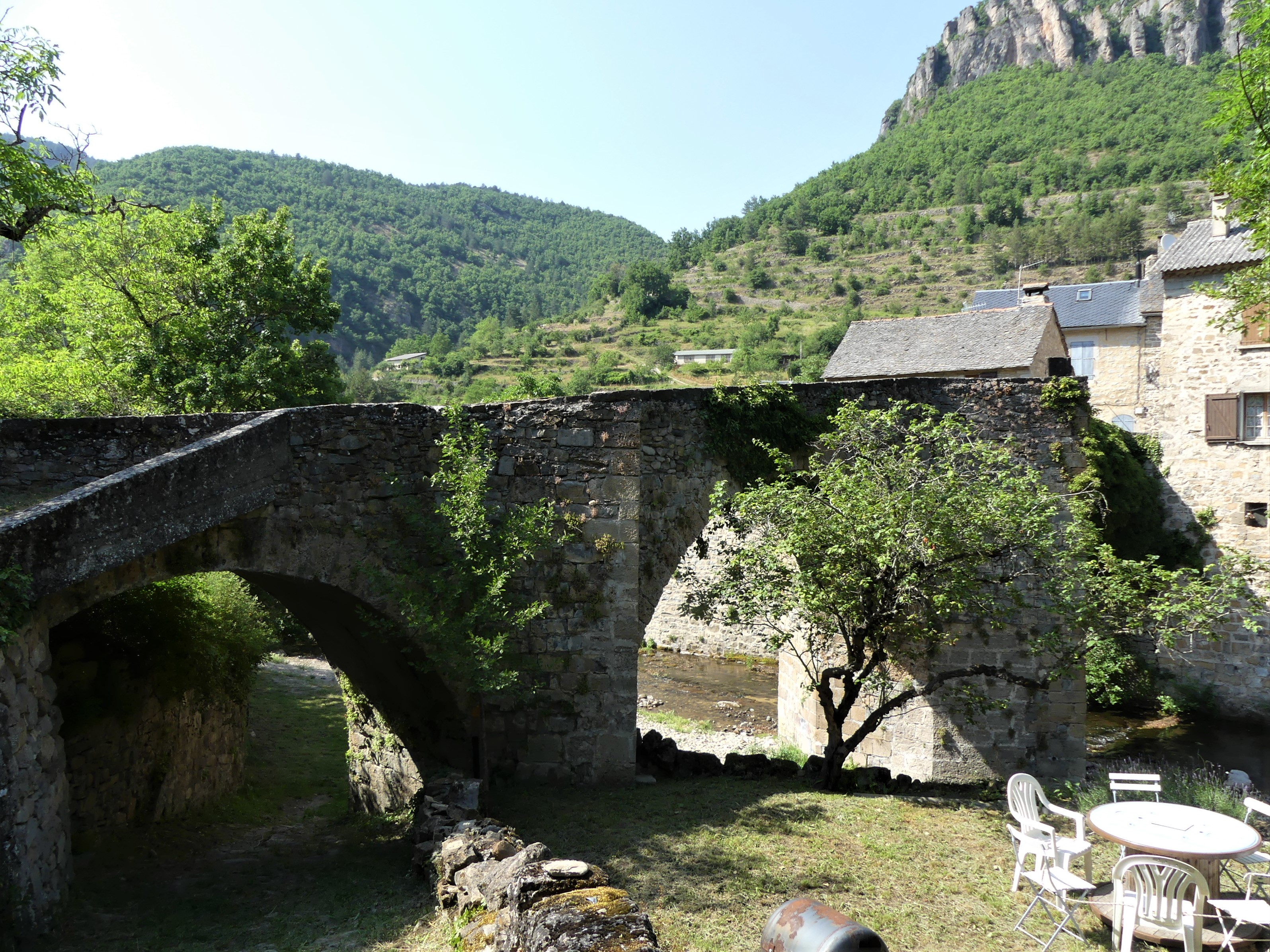
Vue prise depuis l'amont.
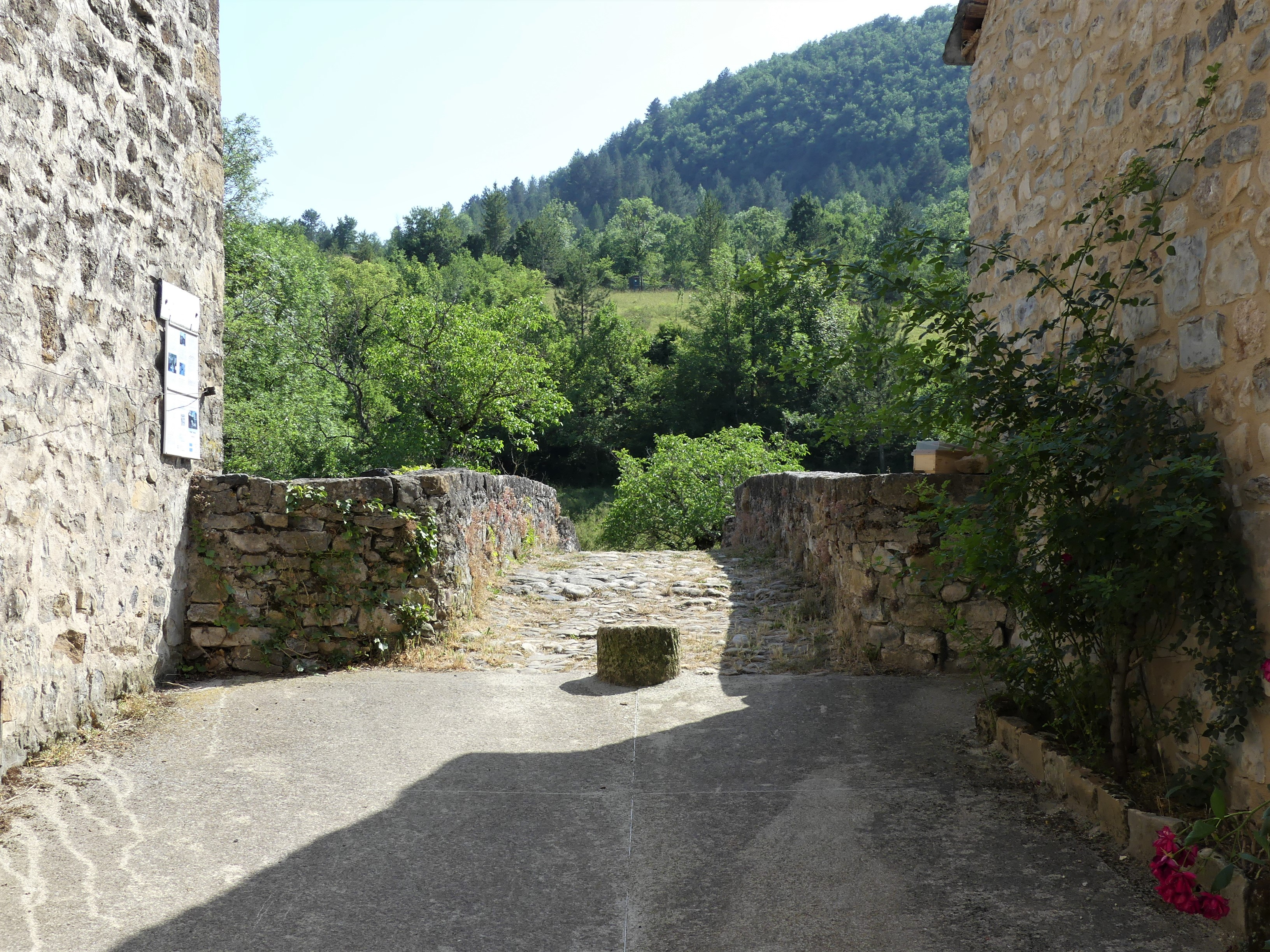
Le début de la chaussée, côté rive droite.
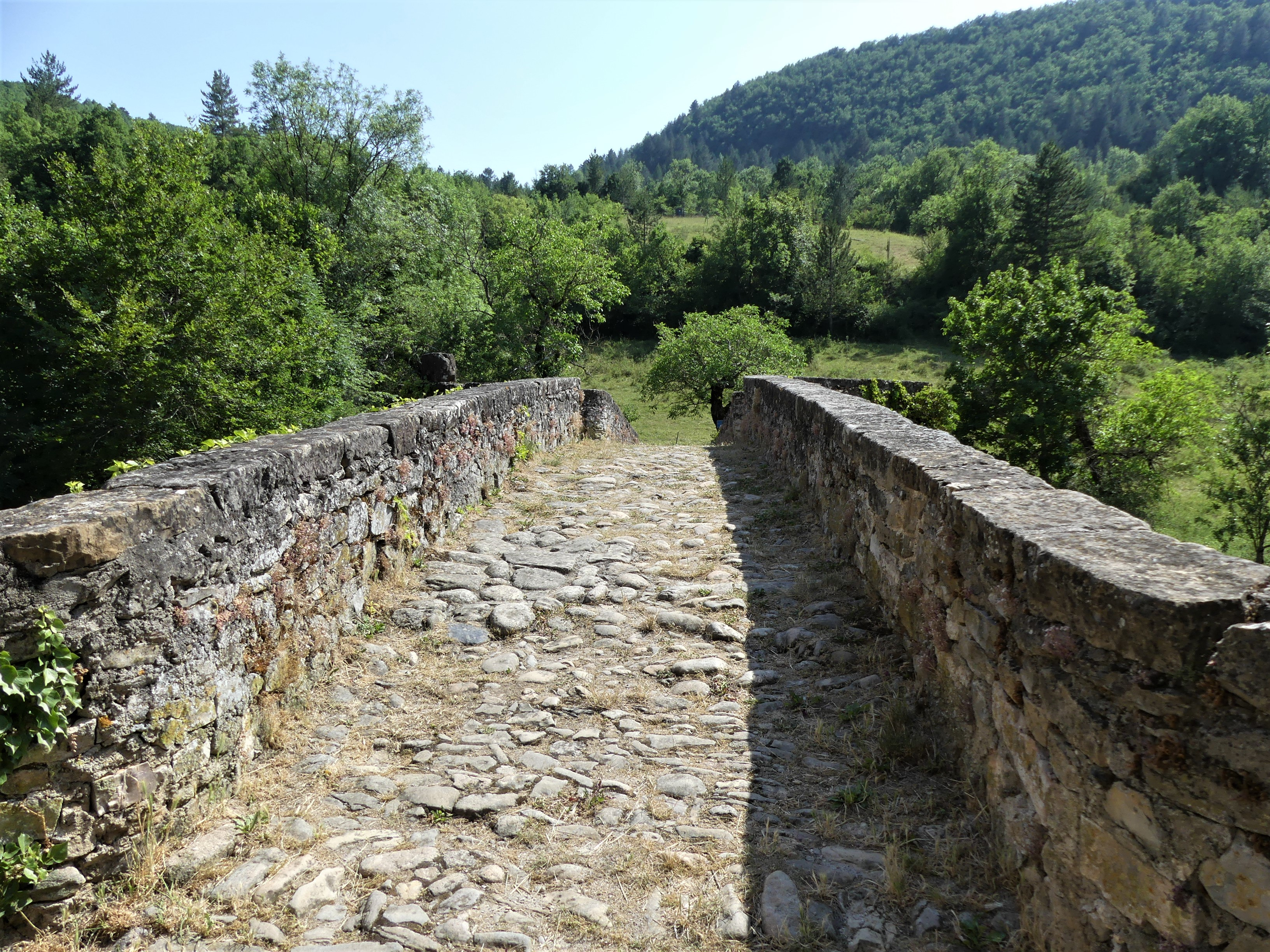
La chaussée, côté rive droite.
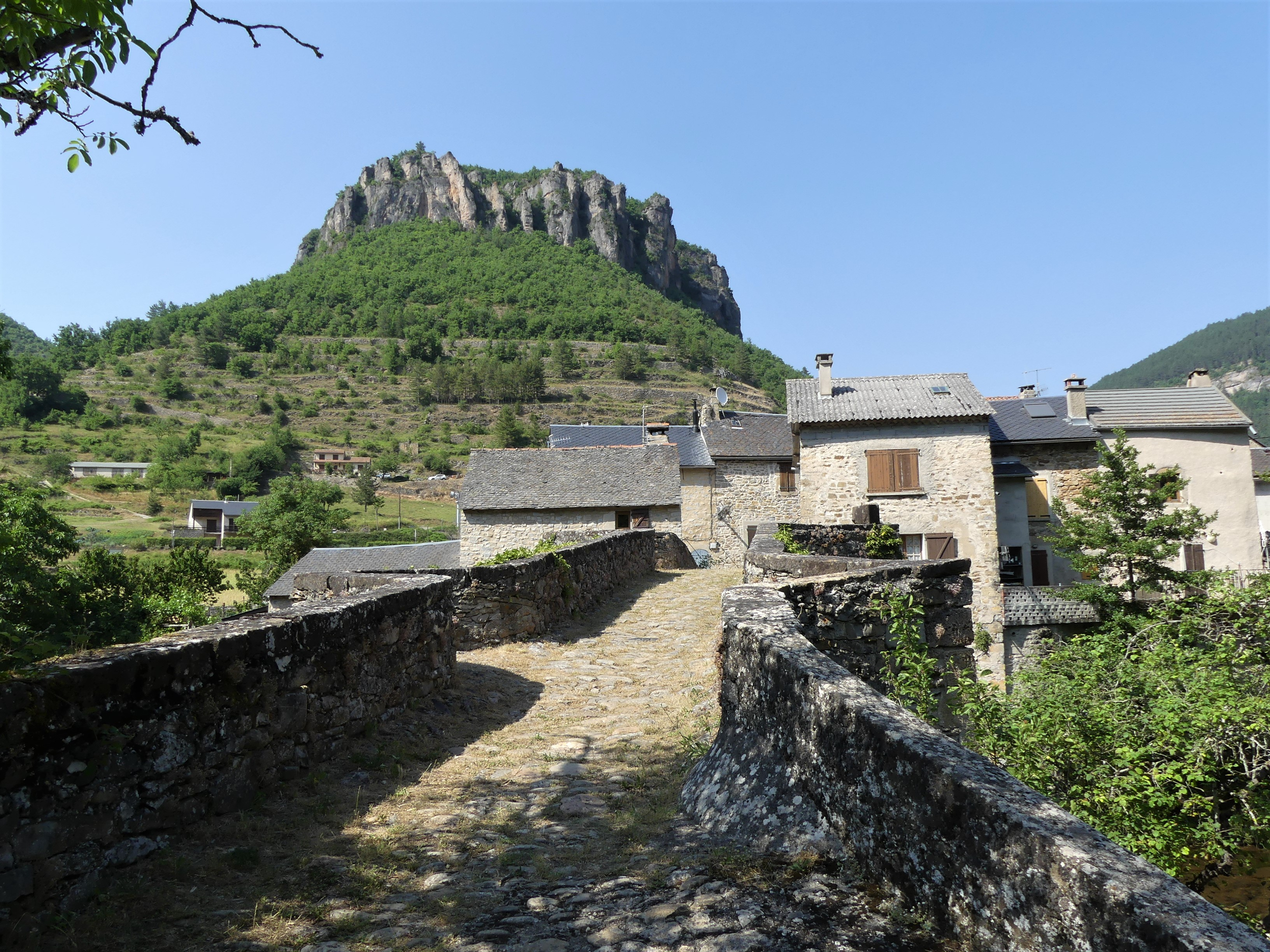
La chaussée, côté rive gauche.